# Natàlia Cerezo
Natàlia Cerezo (Castellar del Vallés, 1985) es una narradora en lengua catalana. Su primer libro ganó el premio El Ojo Crítico de RNE de Narrativa 2018.

## Biografía
Cursó estudios primarios y secundarios en Castellar del Vallés, donde conoció al profesor y también escritor Josep Lluís Badal, con quien acabó trabando una amistad que dura a día de hoy. Se licenció en Traducción e Interpretación en la Universidad Autónoma de Barcelona. Trabaja como correctora y traductora.
En 2018 publicó su primer libro, una antología de quince relatos. Escrito originalmente en catalán, pero también traducido al castellano, vio la luz de la mano de la editorial barcelonesa Rata Books dirigida por la también autora y editora Iolanda Batallé. Desde su salida, el libro recibió críticas elogiosas. Sergi Pàmies, reconocido autor y especialista en narrativa breve, le dedicó su columna en el diario La Vanguardia, elogiando especialmente el relato que cierra el recopilatorio.
Ha afirmado que entre sus referentes se encuentran Sylvia Plath, Virginia Woolf, Alice Munro, Ray Bradbury y Claire Keegan.

## Obra

### Cuento
- A les ciutats amagades (Rata Books, 2018)
- En las ciudades escondidas (Rata Books, 2018)
- Ara soc un llac (Empúries, 2024)
- Tˈestimo com la sal. Les filles parlen del pare. 19 relats i un conte, antología de relatos de diversas autoras (Vienna Edicions, 2024)

### Novela
- I van passar tants anys (Rata Books, 2021)
- Y pasaron tantos años (Rata Books, 2021)

## Premios
- 2018: Premio 'El Ojo Crítico de RNE' de Narrativa 2018[2]